# Гроги от любов
„Гроги с любов“ (на английски: Punch-Drunk Love) е американска романтична трагикомедия от 2002 г., написана и режисирана от Пол Томас Андерсън, и участват Адам Сандлър, Емили Уотсън, Филип Сиймур Хофман, Луис Гусман и Мери Лин Райскъб.
Филмът е продуциран от Революшън Студиос и Ню Лайн Синема, и е разпространен от „Кълъмбия Пикчърс“, и премиерата му се състои в „Кан“ на 19 май 2002 г. и е пуснат по кината в Съединените щати на 11 октомври 2002 г.